# 1310'erne
Århundreder: 13. århundrede – 14. århundrede – 15. århundrede
Årtier: 1260'erne 1270'erne 1280'erne 1290'erne 1300'erne – 1310'erne – 1320'erne 1330'erne 1340'erne 1350'erne 1360'erne
År: 1310 1311 1312 1313 1314 1315 1316 1317 1318 1319